# Fritz Spengler
Fritz Spengler, nemški rokometaš, * 6. september 1908, † 10. marec 2003.
Leta 1936 je na poletnih olimpijskih igrah v Berlinu v sestavi nemške rokometne reprezentance osvojil zlato olimpijsko medaljo.